# Віртуальний кінематограф
Віртуальна кінематографія — це сукупність кінематографічних методів, які виконуються в середовищі комп'ютерної графіки. Вона містить широкий спектр завдань, таких як фотографування реальних об'єктів, часто з налаштуванням стерео або багатокамерної зйомки, з метою їх відтворення у вигляді тривимірних об'єктів і алгоритмів, створення реальних та імітованих ракурсів.
Віртуальна кінематографія дозволяє реалізувати, серед іншого, фізично неможливі бойові сцени й рухи камери, моделювання натовпу, а також імітацію декорацій, реальне створення яких обійшлося б занадто дорого.

## Історія
Віртуальна кінематографія як вид та сукупність кінематографічних методів зйомки є одним із прикладів сучасної візуальної мистецької парадигми. Ця технологія вийшла на перший план після виходу трилогії "Матриця». Режисери, Енді й Ларрі Вачовскі, доручили керівнику візуальних ефектів Джону Гаеті (який придумав цю назву) розробити методи, що дозволяють віртуально «знімати» реалістичні зображення, створені комп'ютером. Гаета, разом з Джорджем Боршуковим, Кім Лібрері і його командою з ESC Entertainment вдалося створити фотореалістичні версії акторів, декорацій і дій CGI. Їх робота була заснована на працях Пола Девебека про подальше моделювання поля відображення над людським обличчям, яке було отримано з використанням найпростішого освітлювального обладнання у 2000 році. Відомі сцени, які були б неможливі або надмірно важкі, щоб зробити в традиційній кінематографії, включаючи бойову сцену в фільмі «Матриця: Перезавантаження», де Нео бореться з більше ніж з сотнею агентів Сміт. Інша серія фільмів тієї ж епохи, яка використовує віртуальну кінематографію з типовими віртуальними камерами, які не можуть бути досягнуті за допомогою звичайної кінематографії — це фільм Володар перснів. Інші студії, що були здатні або мали можливість робити віртуальну кінематографію на початку 2000-х років: Sony Pictures Imageworks («Людина-павук 2» 2004 року і «Людина-павук 3» 2007 року), Square Pictures («Аніматриця» — Заключний політ Осіріса приквел до «Матриця: Перезавантаження» 2003), Image Metrics (Digital Emily 2009), а потім у 2010-х The Walt Disney Company (Антагоніст в фільмі «Трон: Спадок» 2010) і Activision (Digital Ira 2013).
З того часу віртуальна кінематографія сильно змінилася і може бути використана в широкому спектрі в різних форматах цифрових мультимедіа. Компоненти технології, які входять до підмножини віртуальної кінематографії, включають в себе комп'ютерну зйомку, машинний зір, заснований на датчиках об'ємної візуалізації відео і зображень.

## Методи
Після того як з реальних моделей отримані: 3D-геометрія, текстури, поле відображення і захоплення руху та моделювання двонаправленої функції розподілу розсіяння (BSDF) по усіх необхідних поверхнях, віртуальний контент може бути зібраний до купи в 3D-двигуні, потім він може бути творчо скомпонований, повторно освітлений і повторно сфотографований з інших ракурсів віртуальною камерою, неначе якби дія відбувалася вперше.
- Геометрія може бути отримана за допомогою XYZ RGB 3D-сканер такий, як Arius3D чи Cyberware[en] або з декількох фотографій з використанням техніки машинного зору, яка називається фотограмметрія. Люди в розважальному центрі ESC використовували сканер Arius3D при створенні сиквелів Matrix для отримання деталей розміру 100 мкм таких дрібних, як зморшки чи пори шкіри[1].
- Текстури легко знімаються з фотографій.
- Поле відображення захоплюється в BSDF над поверхнею об'єкта в площині XYZ RGB, використовуючи світлове обладнання.
- Захоплення руху без маркера та налаштування декількох камер (за аналогією з буровим налаштуванням часу) технологія фотограмметричного захоплення, звана оптичним потоком, використовувалася при створенні цифрових відеороликів для фільмів Matrix[2].

Модифікація, перенаправлення і поліпшення сцени також можливі. Представлений результат може здатися дуже реалістичним, або, скоріше, «фотореалістичним». Віртуальний кінематограф — це процес створення. Віртуальні ефекти — це стилістичні модифікації, що застосовуються в цьому форматі. Результатом є віртуальне кіно. Вони застосовуються переважно в кінофільмах, відеоіграх, під час відпочинку і в промисловості.
Мистецтво «фотографування» будь-якого комп'ютерного зображення з віртуальною камерою це віртуальна кінематографія, де знімаючи 2D-фотографію тривимірної моделі, де як віртуальний кінематограф використовується процес захоплення чотиривимірних (XYZT) подій в функції вищого виміру, функції, такі як функція двобічної текстури (7D), або Колекція BSDF над об'єктом.
Поява віртуальних світів дала новий імпульс цій концепції, оскільки вони дозволяють створювати анімацію в реальному часі з використанням методів переміщення камери й управлінням зображення, які неможливі при використанні традиційних методів створення фільму.
Термін отримання даних руху камери із захоплених кадрів відомий як переміщення сірників або відстеження камери. Це форма оцінки руху.

## DIY
- Autodesk 3ds MAX — це професійна програма для тривимірної комп'ютерної графіки для створення 3D-анімації, моделей, ігор та зображень тільки для Windows.
- Blender — це вільне і відкрите програмне забезпечення для комп'ютерної 3D-графіки. Це продукт, який використовується для створення анімаційних фільмів, візуальних ефектів, мистецтва, друкованих 3D моделей, інтерактивних 3D-додатків і відеоігор, призначених для DIY віртуальних кінематографістів.
- Autodesk Maya є програмним забезпеченням для тривимірної комп'ютерної графіки, яке працює на Microsoft Windows, MacOS and Linux.
- Poser[en] це 3D CGI рендеринг і анімаційна комп'ютерна програма, оптимізована для моделей, що зображують фігуру людини в тривимірній формі, в основному використовується для позиціонування та анімації фігур таким же чином, як манекен.